# Jiang Ziya
Jiang Ziya (姜子牙, pinyin : Jiāng Zǐyá) ou Jiang Taigong (姜太公), XIIe siècle av. J.-C., alias Jiang Shang (姜尚), Lü Shang (呂尚) ou Lü Wang (呂望), est selon la tradition historique chinoise un ministre des premiers rois de Zhou qu’il aurait aidés à vaincre les Shang, ainsi que le fondateur de l’État et de la civilisation de Qi au Shandong.
On lui prête un grand savoir-faire stratégique, politique et économique ; il est parfois appelé le « père des cent écoles » (百家宗師). On lui attribue Les Six Secrets (Liu tao 六韜) , l’un des sept traités de la guerre, ainsi que de nombreuses notions contenues dans d’autres ouvrages de stratégie tels que le Yinfu jing (陰符經), le Taigong bingfa (太公兵法) ou le Taigong jingui (太公金匱).
Héros populaire, le taoïsme l’a divinisé et le considère comme un immortel et un grand exorciste. Il est un des personnages principaux du roman Ming L'Investiture des dieux, qui en fait un disciple du Pur des origines.

## Biographie
Malgré les nombreuses allusions le concernant dans des textes d’avant l’empire, on ne dispose d’aucune information précise sur lui ; les traditions lettrée et populaire se sont employées à combler les vides.

### Noms
Jiang (姜, plus rarement 薑) est donné comme son nom de clan xing (姓), l’apparentant au souverain mythique Yandi dont il serait le descendant à la 51e génération. À l’aube de la dynastie Xia, l’un de ses ancêtres aurait aidé Yu le Grand à pacifier le fleuve et obtenu en récompense le fief de Lü (呂), à l'origine de son nom de famille shi (氏). Ziya (子牙) est donné comme son prénom social et Shang (尚) comme son prénom d’origine. Néanmoins, les sources affirment ailleurs qu’il obtint ces noms tard dans sa vie. Shang viendrait de Shang Fu (尚父), père-aîné ou père-supérieur, appellation respectueuse du roi de Zhou envers lui. Taigong (太公), grand duc serait son appellation honorifique posthume de Qi Taigong (齊太公) grand duc de Qi, ou une périphrase, Taigongwang (太公望) « Espoir (wang) du [défunt] grand duc (taigong) », le roi Wen des Zhou ayant reconnu en lui le héros attendu par un de ses ancêtres. Wang est parfois donné comme son prénom. Feixiong (飛熊) ours volant, serait son nom taoïste.

### Origine et famille
Il est communément admis qu’il était originaire de Donghai (東海), bien que quelques sources comme le Shuijingzhu (水经注) le fassent venir de Henei (河内) au Henan. Donghai, nom porté par plusieurs endroits à diverses époques, est situé selon les auteurs près de Rizhao au Shandong, au Henan ou en Anhui. Certaines sources (Annales de Lü par exemple) font de lui un Dongyi (東夷), ethnie distincte des Huaxia (華夏) auxquels auraient appartenu les Zhou.
La tradition ultérieure lui a attribué des dates précises de naissance et de mort sans grand fondement historique : né le 3e jour du 8e mois de la 8e année de Gengdingdi (更丁帝) des Shang (~-1211), mort à 139 ans dans la 6e année du roi Kang des Zhou (周康王) (~1072). Les informations concernant sa famille ne sont pas non plus jugées fiables : marié à une dénommée Shenjiang (申姜), il aurait eu treize fils（Ding 丁, Ren 壬, Nian 年, Qi 奇, Fang 枋, Shao 绍, Luo 骆, Ming 铭, Qing 青, Yi 易, Shang 尚, Qi 其, Zuo 佐） et une fille, Yijiang (邑姜), impératrice de Wudi des Zhou.

### Ministre des Zhou
De même, rien ne permet de savoir si le récit de sa vie est un archétype du parcours du sage aux débuts difficiles et au succès tardif, ou se base sur des éléments réels. Enrichi par la littérature et la tradition orale, il en existe plusieurs variantes.
Issu d’une famille jadis illustre mais sans fortune, il aurait pendant de nombreuses années exercé sans succès plusieurs métiers commerçants ou manuels avant d’obtenir un poste de petit fonctionnaire, qu’il finit néanmoins par abandonner, dégoûté par la conduite de Di Xin, dernier des Shang. Il décide alors de quitter la capitale Zhaoge (朝歌）pour se retirer à Xiqi (西岐) que l’on situe au Shandong, dans un lieu nommé à Panxi (蟠溪) ou Ciquan (磁泉). Sa femme, lasse des changements, décide de ne pas le suivre. C’est donc seul, en ermite, qu’il y vit une dizaine d’années. On peut le voir chaque jour pêcher au bord de l’eau avec une canne au fil trop court, au bout duquel pend un hameçon rectiligne ; certains prétendent même qu'il tourne le dos à la rivière. Quand on lui demande ce qu’il espère prendre ainsi, il répond : « Un roi et ses vassaux. ». En effet, le futur roi Wen de Zhou, averti par un rêve, vient le rencontrer et le prend comme conseiller, puis ministre. Il a alors 83 ans. Selon une version tardive, Jiang Ziya prie le seigneur de Zhou de tirer sa voiture à bras. Intrigué, ce dernier s’exécute, s’arrêtant après huit cents pas. Jiang Ziya lui dit alors : « Vous serez roi, et votre dynastie durera huit cents ans. ». Le seigneur essaie alors de tirer la charrette un peu plus loin, mais il est à bout de forces.
Grâce à ses talents de stratège, il aide les rois de Zhou à vaincre les Shang et à asseoir leur pouvoir. Sa légende, qui lui prête une longévité surnaturelle, le fait servir successivement les quatre premiers rois. Fieffé à Qi par Wuwang, il s’y montre un seigneur idéal car il sait adapter son gouvernement aux coutumes locales. Chengwang délègue à Qi le pouvoir de châtier les pays rebelles, permettant à ce fief de gagner en importance. Pour se conserver le mana du ministre, observant les concepts du fengshui, les rois de Zhou auraient ordonné que lui-même ainsi que ses descendants jusqu’à la 5e génération soient enterrés auprès d’eux aux environs de Xianyang, Shaanxi, et non dans leur fief oriental. Un cénotaphe contenant son habit et sa coiffe aurait néanmoins été érigé à Qi, dont le Temple de Taigong (姜太公祠) à Linzi (临淄) - actuelle Zibo - se prétend la continuation.

## Reconnaissance officielle
Traditionnellement considéré comme un « saint sage militaire » (wusheng 武聖) par le pouvoir impérial, il a fait l’objet d’une attention particulière de la part du premier empereur Tang, Taizong (626-649), qui l’utilisa comme modèle de bon gouvernant dans sa propagande. Il lui fit bâtir un temple officiel à Panxi (磻溪), lieu supposé de sa retraite. En 731, il fut ordonné que des annexes soient construites dans chaque district (zhou 州), où auraient lieu des cérémonies à dates fixes ainsi qu’avant chaque expédition militaire. Il fut nommé roi à titre posthume en 739 (Wuchengwang 武成王). Plus tard, l’empereur Zhenzong (997-1022) (宋真宗) des Song embellit son titre (Zhaolie wucheng wang 昭烈武成王) ; en 1072, Shenzong (宋神宗) rendit obligatoire la lecture de l’Art de la guerre de Jiang Taigong (Taigong bingfa 太公兵法).

## Ancêtre
Il est considéré comme ancêtre par les Lu (盧 ou 卢) chinois ou coréens (Roh) ; ils seraient en effet originaires du fief éponyme, fondé par Jiang Shi (姜傒), descendant à la 10e génération de Jiang Ziya ; les Qiu (邱 ou 丘）prétendent également descendre de lui.